# Ryne Sanborn
Ryne Andrew Sanborn (sinh ngày 3 tháng 2 năm 1989) là một diễn viên Mỹ.
Sanborn, sinh ra ở Thành phố Salt Lake, Utah, được biết đến nhiều nhất với vai diễn Jason trong High School Musical, High School Musical 2 và High School Musical 3: Senior Year. Hiện nay anh đang sống ở Taylorsville, Utah và tốt nghiệp ở trường Trung học Taylorville năm 2007. Anh chơi môn khúc côn cầu cho Taylorsville cũng như cho đội Utah Stars của Hiệp hội bóng rổ Mỹ.
Sanborn xuất hiện độc lập trong phim The Adventures of Food Boy, phát hành năm 2008.

### Các phim đã đóng
| Năm  | Tên phim                           | Vai                    | Chú thích                                  |
| ---- | ---------------------------------- | ---------------------- | ------------------------------------------ |
| 1997 | Not in This Town                   | Stephen                | dành cho phim truyền hình                  |
| 1998 | Touched by an Angel                | Jimmy                  | Tập phim: The Wind Beneath My Wings        |
| 2002 | Going To The Mat                   |                        | phim dành cho truyền hình                  |
| 2003 | Everwood                           | Colin Hart hồi còn trẻ | Tập phim: The Miracle of Everwood          |
| 2006 | High School Musical                | Jason Cross            | phim dành cho truyền hình (Disney Channel) |
| 2007 | High School Musical 2              | Jason Cross            | phim dành cho truyền hình (Disney Channel) |
| 2008 | The Adventures of Food Boy         | Mike                   | Phát hành DVD                              |
| 2008 | High School Musical 3: Senior Year | Jason Cross            | phim                                       |